# Gödenser Haus

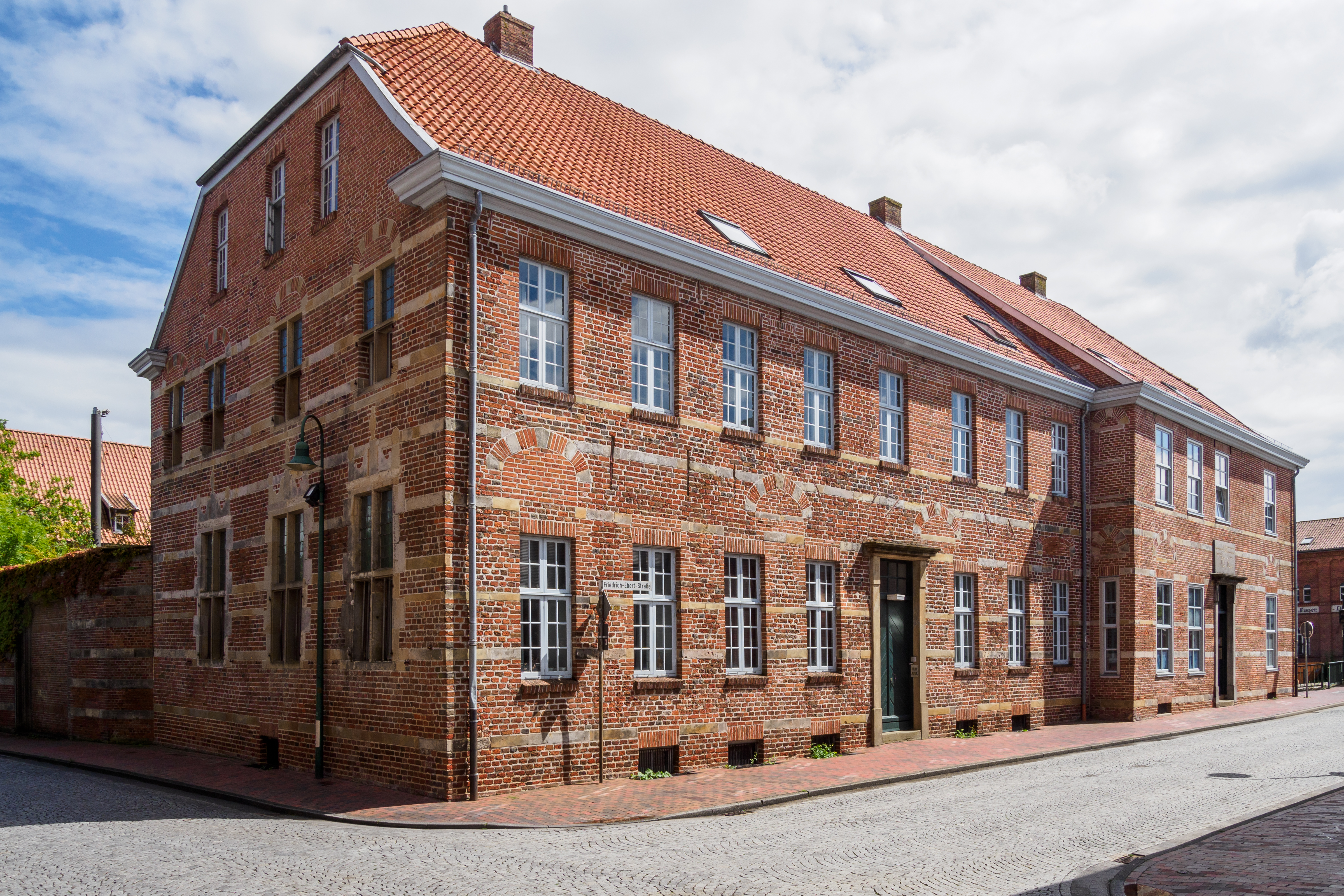
Gödenser Haus „Landseite“

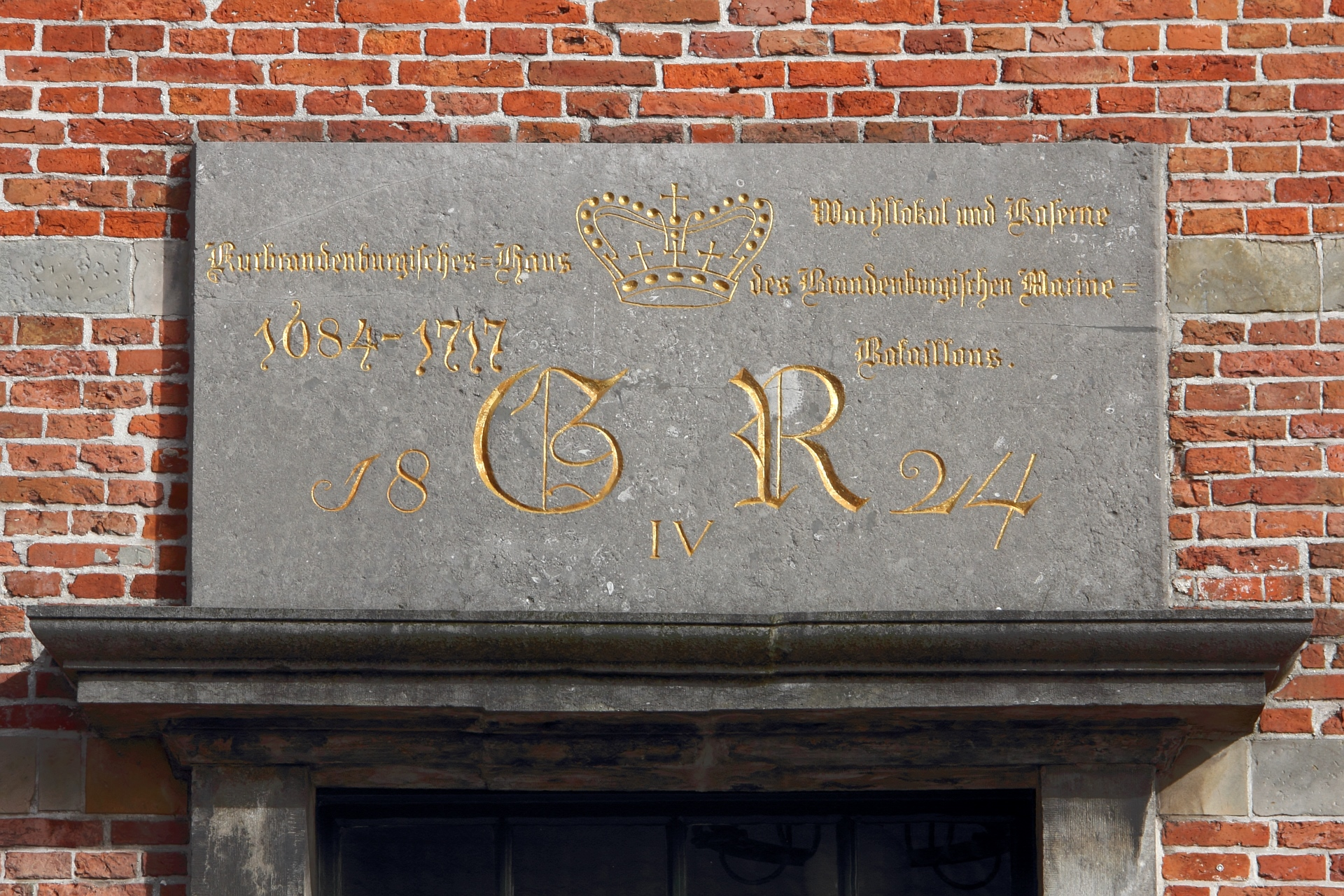
Steintafel am Gödenser Haus in Emden

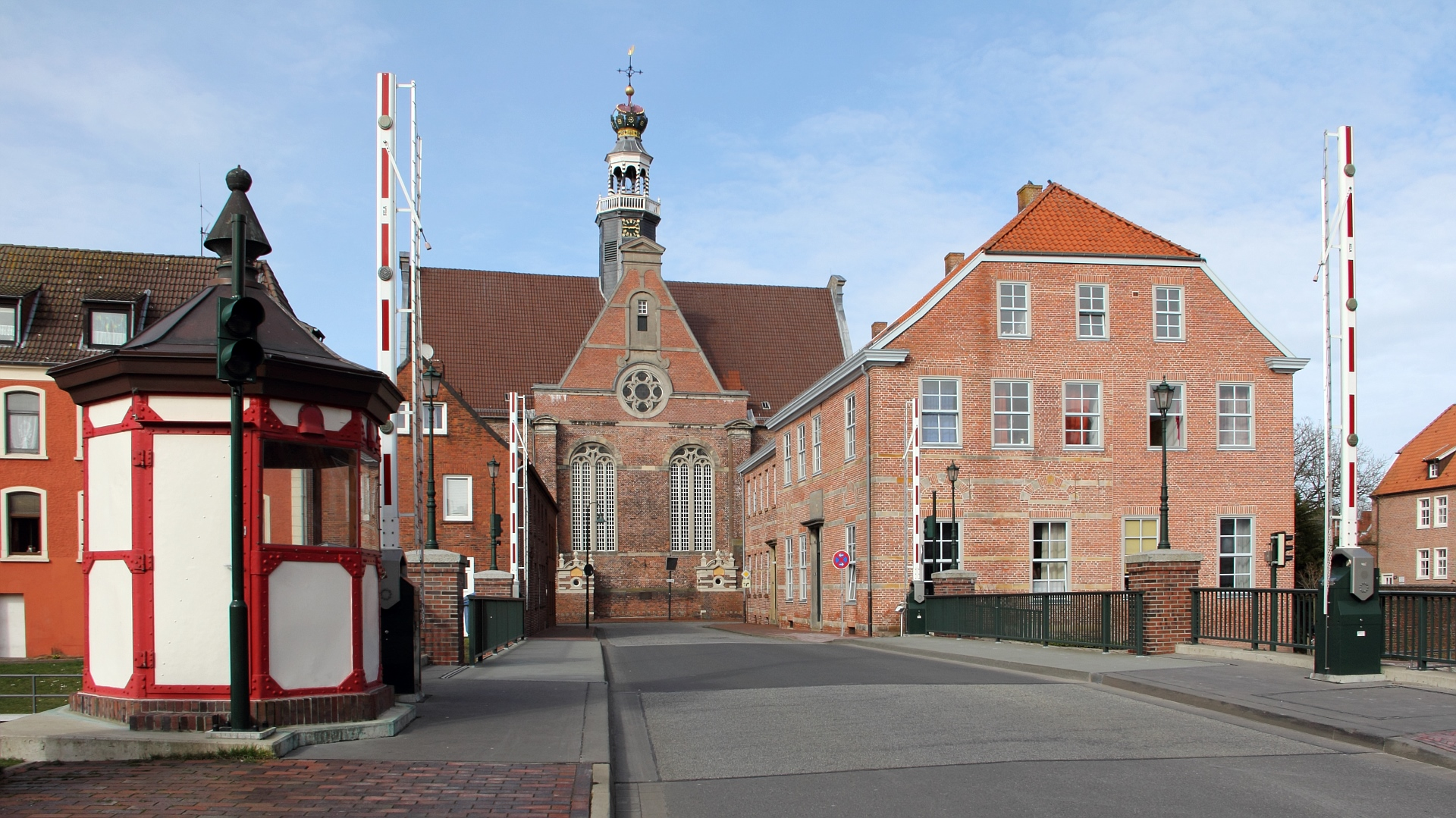
Gödenser Haus und Neue Kirche von der Brücke über das Rote Siel.

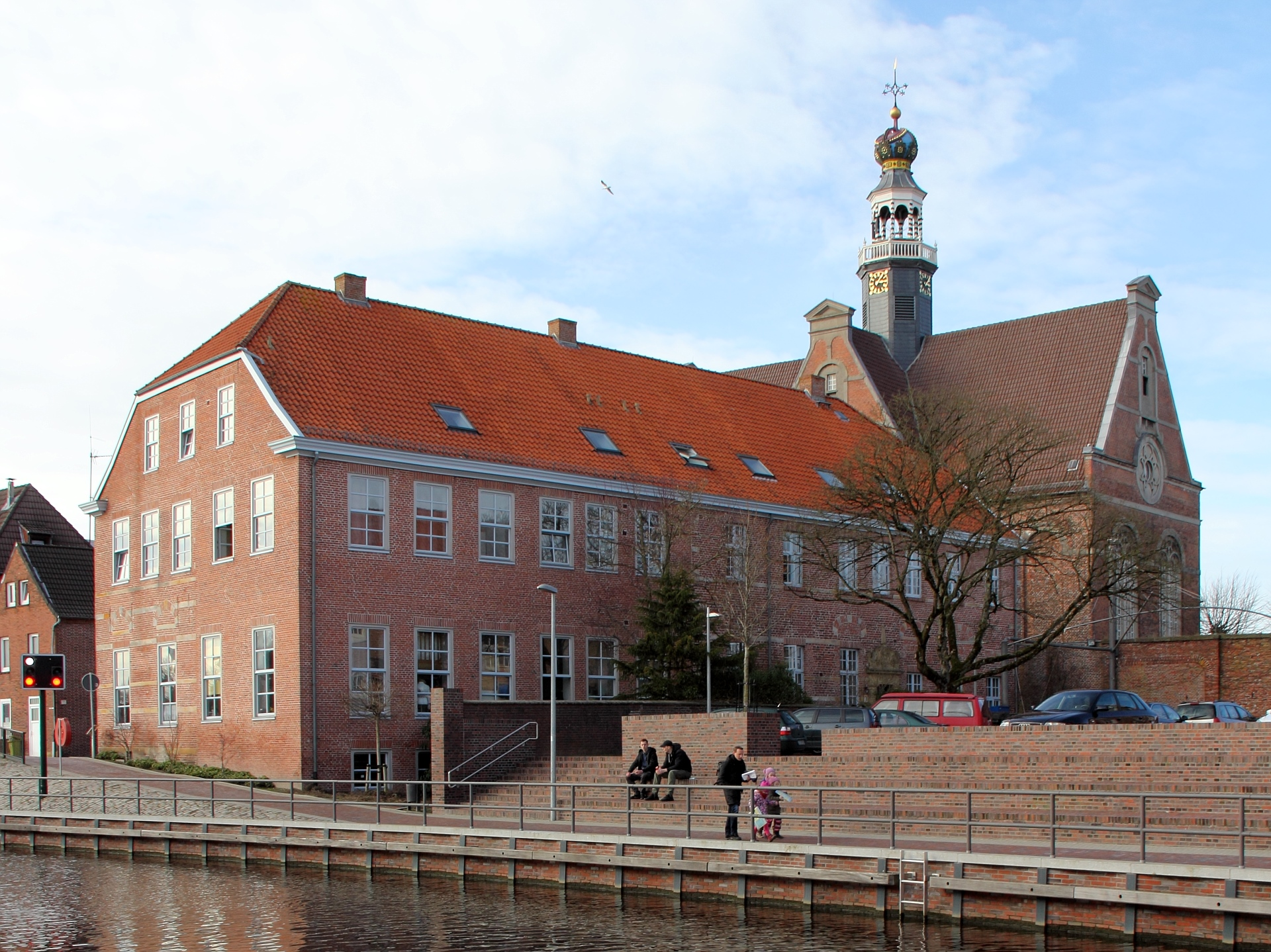
Haus Gödens vom Roten Siel

Das Gödenser Haus ist eines der ältesten noch erhaltenen Gebäude in der Seehafenstadt Emden in Ostfriesland. Das zweigeschossige Backsteinhaus im Specklagensystem mit jüngerem Krüppelwalmdach wurde 1551 errichtet. An der Hofseite befindet sich ein 1619 bezeichnetes Portal aus Sandstein mit Beschlagwerkornamenten. Nach mehrfacher Umnutzung dient es seit 1987 als Studentenwohnheim. Es liegt am Roten Siel, einem Ausläufer des Falderndelftes und damit des Emder Hafens, im Stadtteil Groß-Faldern und hat die Adresse Friedrich-Ebert-Straße 1–3.
Das Gödenser Haus in Emden wurde 1551 von Hebrich von Inn- und Kniphausen, der Witwe des Häuptlings Haro von Oldersum und Gödens, als Stadthaus der Besitzer der Herrlichkeit Gödens erbaut. 1619 wurde es von Haro von Frydag zu Gödens und seiner zweiten Frau Elisabeth von Haren restauriert und auf der Hofseite mit einem wappengezierten Sandsteinportal versehen. 1637 erbte Johann Wilhelm von Frydag, ein Sohn aus dieser Ehe, das Gebäude, dessen Erben es 1689 an ihren Vetter Franz Heinrich von Frydag zu Gödens verkauften. Dieser ließ es von Februar 1693 bis Mai 1695 gründlich renovieren. Nach seinem Tod am 1. Januar 1694 wohnte hier seine Frau Sophie Elisabeth von Aldenburg, die vormundschaftlich für ihren Sohn Burchard Philipp regierte. Nach dessen Tod erbte 1746 Anton Franz von Wedel die Herrlichkeit Gödens und das Gödenser Haus in Emden, das er 1778 an die Königlich-Preußisch-Ostfriesische Kriegs- und Domainenkammer verkaufte. Bis 1850 war es Zuchthaus, dann Sitz des Amtsgerichts. 1912 erwarb die Stadt Emden das Gebäude und nutzte es als Eichamt und für Privatwohnungen. Nach dem Krieg kamen Flüchtlinge hier unter und das Haus verkam, bis es 1987 vorbildlich restauriert und zum Studentenheim gemacht wurde.
Koordinaten: 53° 22′ 2,3″ N, 7° 12′ 51,9″ O